# Joan Botam i Casals
Joan Botam i Casals (Les Borges Blanques, 21 de setembro de 1926 – Barcelona, 30 de novembro de 2023) foi um sacerdote e capuchinho catalão, com o nome religioso de Fra Salvador de les Borges. Quando ele acabou os seus estudos, ele trabalhou no Registro de Imóveis e como interventor na prefeitura de Les Borges Blanques. Em 1944 entrou como noviço para a ordem dos capuchinhos em Arenys de Mar. Em 1952 foi ordenado padre. Em 1955 doutorou-se em Teologia na Universidade Pontifícia de Salamanca e na Pontifícia Universidade Gregoriana de Roma, e em 1957 foi nomeado vice-director (mais tarde foi director) do Colégio de Filosofia e Teologia dos Capuchinhos. 
Interessado pela cultura catalã, o seu trabalho Arnau de Vilanova, moralista (1956) recebeu o Prêmio Jaume Serra i Húnter outorgado pelo Instituto de Estudos Catalães. Também interessou-se pelo excursionismo. Em 1963 foi nomeado provincial dos Frades Menores capuchinhos de Catalunha. Simultaneamente exercia como assessor da instituição ecumênica Pax Christi. Desde esta posição impulsou iniciativas vinculadas à paz e ao ecumenismo. Dessa maneira participou na fundação do Instituto "Víctor Seix" de Polemologia, formou parte do jurado pela concessão do Memorial Juan XXIII e colaborou ativamente com a resistência cultural antifranquista, destacando-se a sua participação na Capuchinhada de 1966. Depois disto, o gobernante civil de Barcelona, Antonio Ibáñez Freire tentou expulsá-lo da Espanha, mas as autoridades religiosas e o Vaticano o impediram.
Em 1984 fundou o Centro Ecumênico de Catalunha para promover o diálogo entre ortodoxos, anglicanos, católicos e protestantes; e posteriormente a Plataforma Intercultural Barcelona 1992 co'o fim de promover o diálogo entre religiões aproveitando a celebração dos Jogos Olímpicos de Verão de 1992 em Barcelona e que todos os esportistas de diferentes religiões tiveram um espaço comum para rezar. Assim surgiria o Centro Abraão do Poblenou. Ao mesmo tempo, foi nomeado presidente da União de Religiosos de Catalunha (URC) e foi um dos promotores do Primeiro Congresso da Vida Religiosa em Catalunha.
Em 1997 foi presidente da Comissão elaboradora do anteprojeto de Centro Inter-religioso / Serviço Municipal de Atenção a Pessoas e Agrupações Religiosas de Barcelona. Em 2000 representou Barcelona, junto a Enric Capó, na Cume do Milênio de líderes religiosos e espirituais nas Nações Unidas.
Em 2010 recebeu a Cruz de são Jorge pela sua contribuição ao diálogo entre religiões e por promover a paz, a convivência e o entendimento entre culturas. Também tem recebido o Prêmio em convivência e diálogo inter-religioso do Grupo de Trabalho Estável de Religiões (GTER).